# Judaizm liberalny (Wielka Brytania)
Judaizm liberalny – gałąź judaizmu występująca niemal wyłącznie w Wielkiej Brytanii założona w 1902 roku, a ostatecznie wykształcona w 1912 jako odmiana judaizmu reformowanego. Wspólnie z reformatorami tworzy on wspólną organizację – Union of Liberal and Progressive Synagogues (ULPS) grupującą około 25% żydowskiej populacji w Wielkiej Brytanii (sami liberałowie stanowią około 8%). Są oni bardzo zbliżeni poglądami do amerykańskich i niemieckich (głównie starszych) wspólnot reformowanych w odróżnieniu od pozostałych brytyjskich reformatorów, którzy odpowiadają liberalnemu skrzydłu konserwatystów amerykańskich. Każda z 28 kongregacji ULPS ma niemal pełną autonomię. Judaizm liberalny miał początkowo charakter antysyjonistyczny, ale na przełomie lat 50. i 60. przyjął bardziej umiarkowane stanowisko.